# الکی‌خوش
الکی‌خوش (انگلیسی: Happy Go Lucky) یک فیلم کمدی به کارگردانی کرتیس برنهارت است که در سال ۱۹۴۳ منتشر شد.

## بازیگران
- مری مارتین
- دیک پاول
- بتی هاتن
- ادی براکن
- رودی واله‌ای
- میبل پیج
- اریک بلور
- کلم بونز
- چارلز آر. مور